# Heodes confluenstransversa
Heodes confluenstransversa är en fjärilsart som beskrevs av Courvoisier. Heodes confluenstransversa ingår i släktet Heodes och familjen juvelvingar. Inga underarter finns listade i Catalogue of Life.